# Ludvig av Taranto
Ludvig I av Neapel, född 1308, död 1362, var en monark (kung) av Neapel från 1352 till 1362. Han var också regerande furst av Taranto mellan 1346 och 1362. Ludvig blev kung av Neapel genom sitt giftermål med Johanna I av Neapel och regerande jämsides med henne. 